# Jonava

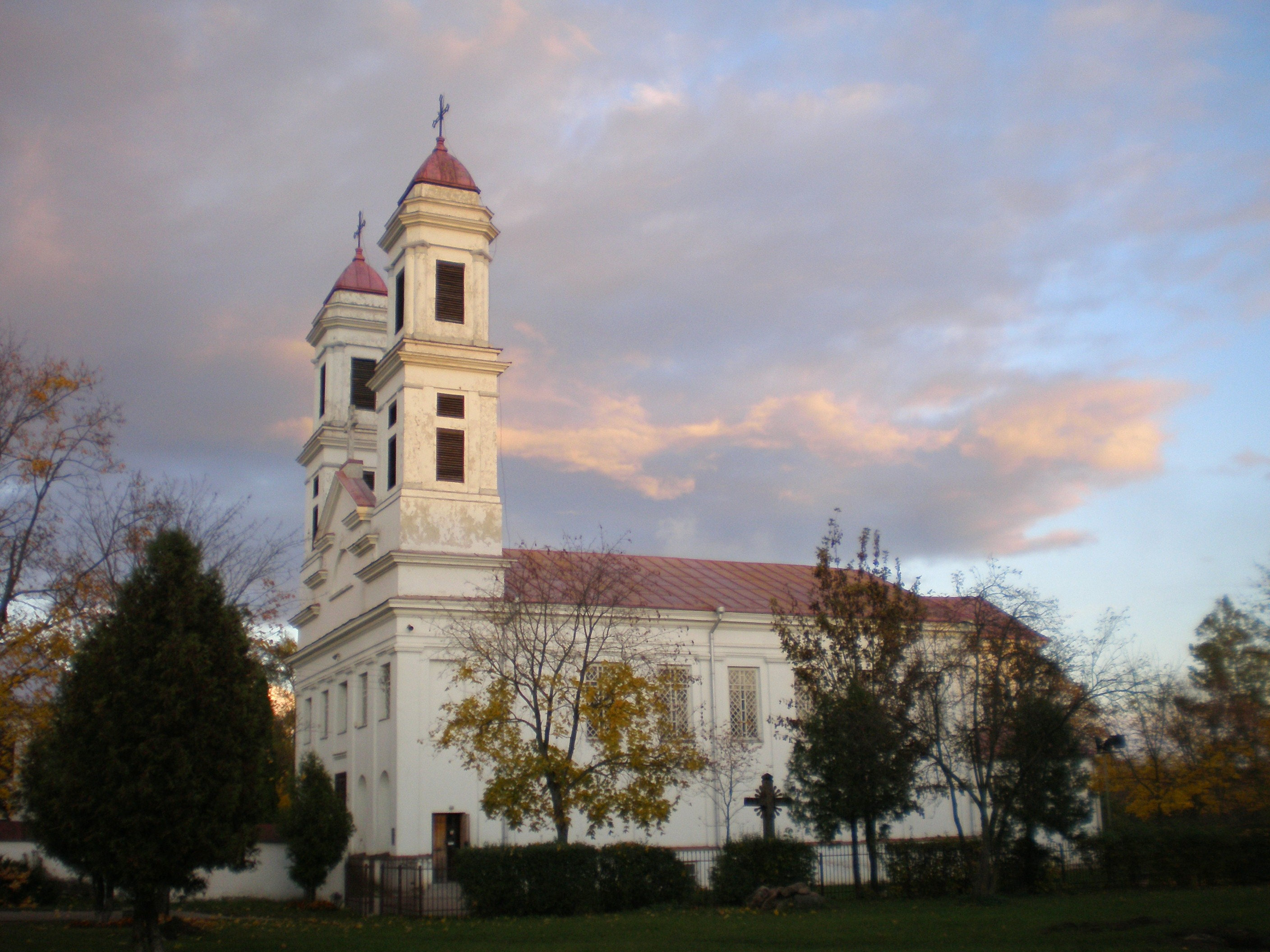
Chiesa di Jonava

Jonava  (in polacco Janów, in tedesco Janau) è una città della Lituania, la 9ª per popolazione con circa 35.000 abitanti. Collocata al centro del paese, appartiene alla Contea di Kaunas.

## Sport
La principale squadra di calcio è il Futbolo klubas Jonava, che milita nella A Lyga, la massima serie del campionato lituano di calcio.

## Amministrazione

### Gemellaggi
- Bagrationovsk
- Děčín
- Gödöllő
- Jõgeva
- Kędzierzyn-Koźle
- Polack
- Riihimäki